# اثر مالتر
اثر مالتر (انگلیسی: Malter effect) به افتخار لوییز مالتر، که برای اولین بار این پدیده را توضیح داد، نامگذاری شد.
پس از پرتودهی پرتو یونی (به طور مثال یون، پرتو ایکس، الکترون یا فرابنفش)، انتشار الکترون دوم از سطح نازک لایه عایق، باعث ایجاد بار الکتریکی مثبت بر روی سطح می‌شود. این بار الکتریکی، یک میدان الکتریکی در عایق ایجاد می‌کند که باعث تشعشع الکترون‌ها در سطح می‌شود. این امر در الکترون‌ها تمایل ایجاد می‌کند تا از لایه‌های زیرین به سطح بیایند. الکترون‌های خارج شده با الکترون‌هایی که از حلقهٔ زمین می‌آیند جایگزین خواهند شد.

## کتابشناسی
- L. Malter, Phys. Rev. 50, 48 - 58 (1936)